# Ракалмуто
Ракалму̀то (на италиански: Racalmuto; на сицилиански: Racalmutu, Ракалмуту) е градче и община в Южна Италия, провинция Агридженто, автономен регион и остров Сицилия. Разположено е на 445 m надморска височина. Населението на общината е 8338 души (към 2012 г.).

## Известни личности
Ракалмуто е родното място и домът за цял живот на писателя Леонардо Шаша (1921 – 1989).